# Caloptilia variegata
Caloptilia variegata är en fjärilsart som beskrevs av Kuznetzov och Seksjaeva V.Baryshnikova 2001. Caloptilia variegata ingår i släktet Caloptilia och familjen styltmalar. Inga underarter finns listade i Catalogue of Life.